# Lars Levi Læstadius
Lars Levi Læstadius (perto de Arjeplog, Suécia, 1 de Outubro de 1800 - Pajala, Suécia, 21 de Fevereiro de 1861) foi um pastor luterano, escritor e botânico sueco, com ancestrais lapões.

## Biografia
Seu pai sustentou a família graças a caça, a pesca e pela fabricação do alcatrão da madeira. A família viveu na pobreza, mas com ajuda de um meio-irmão pastor em Kvikkjok, Lars Levi pode entrar na universidade de  Uppsala, em 1820, onde provou ser um estudante brilhante. Por causa de seu interesse em botânica tornou-se assistente do departamento de botânica desta instituição, prosseguindo ao mesmo tempo os seus estudos de teologia. Foi ordenado pastor luterano em 1825 pelo bispo de Hernosândia, Erik Abraham Almquist.
Exerceu o seu primeiro ministério na paróquia de Arjeplog, como missionário regional para  distrito de Pite. De 1826 a 1849, exerceu a função de vigário da paróquia de Karesuando, seguidamente, de 1849 até à sua morte exerceu a sua função sacerdotal em  Pajala. Antes de residir em  Karesuando, casou-se com a lapã Brita Cajsa Alstadius, criando uma família de doze crianças.
Além dos seus deveres pastorais continuou a interessar-se pela botânica, sendo autor de um grande número de artigos sobre as plantas da sua região. Serviu também como  botânico numa expedição francesa de  pesquisa à Lapônia, entre 1838 e 1840. No âmbito desta mesma expedição, escreveu um longo tratado sobre a mitologia lapã. Este tratado não foi publicado com as outras atas, e durante muitos anos foi considerado como perdido. A última parte do seu manuscrito foi redescoberta somente em 2001.
Na altura da sua chegada a Karesuando, esta era uma região com muita miséria. Embora a sua língua materna fosse o sueco, Læstadius falava igualmente o dialeto lapônico de Lule. Após um ano em Karesuando, Laestadius podia igualmente exprimir-se em finlandês e no dialeto local. Proclamava geralmente os seus sermões em finlandês, porque era a língua mais utilizada na região, porém ocasionalmente também usava o lapônico e o sueco.
Em torno 1833 sofreu de uma doença que os médicos acreditavam ser pneumonia, porém recuperou-se.
Para tornar-se decano em Pajala, necessitou complementar os seus estudos, que o fez em Hernosândia, tornando-se, em seguida, decano de Pajala em 1849, e visitante das paróquias da  Lapônia.
A partir do meio dos anos 1840, tornou-se o líder do movimento læstadiano, que ele iniciou na Suécia, em 1844. Com a sua morte em 1861, Johan Raatamaa sucedeu-o como líder do movimento.

## Botânica
A primeira expedição botânica de Læstadius foi na época de estudante. Mais tarde, a Academia Real das Ciências da Suécia financiou-o para viajar à Scania e Lapônia para estudar e desenhar as plantas, que seriam utilizadas com a finalidade de consolidar as bases dos trabalhos da botânica sueca. Tornou-se um botânico internacionalmente reconhecido, membro da Sociedade Botânica de Edimburgo e da Sociedade Real das Ciências de Uppsala.
Lars Levi Læstadius recebeu o seu nome em várias plantas:
- Salix laestadiana
- Carex laestadii
- Papaver laestadianum